# Charles Giordano
Charles Giordano (født 1954 i Brooklyn, New York) er en amerikansk keyboardspiller og harmonikaspiller. Giordano er primært kendt som det nyeste adjungeret medlem af Bruce Springsteens E Street Band, hvor han spiller keyboard og orgel efter bandet mistede mangeårige organist Danny Federici i 2008. Han er også kendt for at spille keyboard sammen med Pat Benatar i 1980'erne, og han medvirkede også på Springsteens Sessions Band album, We Shall Overcome: The Seeger Sessions i 2006.